# Юраскі
Юраскі (ест. Juraski) — село в Естонії, входить до складу волості Вастселійна, повіту Вирумаа.